# Kinetik
Kinetik je drugi i posljednji studijski album industrial gothic metal-sastava Omega Lithium. Album su 27. svibnja 2011. objavile diskografske kuće Drakkar Entertainment i ArtOfFact Records.

## Popis pjesama
Tekstovi: Zoltan Harpax, osim gdje je navedeno drugačije, glazba: Marko Matijević Sekul (aka Malice Rime).
| 1.    | »Colossus«                 |                            | 4:57 |
| 2.    | »Dance With Me«            | Zoltan Harpax, Malice Rime | 3:13 |
| 3.    | »Strip Me«                 |                            | 3:16 |
| 4.    | »Time of Change«           |                            | 4:07 |
| 5.    | »Kinetik«                  | Harpax, Mya Mortensen      | 3:36 |
| 6.    | »Salvation Refused«        |                            | 3:38 |
| 7.    | »I Am God«                 |                            | 3:32 |
| 8.    | »Breaking«                 |                            | 3:16 |
| 9.    | »Cut, Forget«              | Harpax, Rime               | 3:33 |
| 10.   | »Wind«                     | Harpax, Rime               | 4:00 |
| 11.   | »Pjesma«                   | Harpax, Rime, Mortensen    | 4:11 |
| 12.   | »Kinetik (Mechanic Remix)« |                            | 3:49 |
| 45:08 |                            |                            |      |

## Zasluge
Omega Lithium
- Mya Mortensen — vokali
- Malice Rime — prateći vokali, gitara, klavijature
- Zoltan Harpax — bas-gitara
- Torsten Nihill — bubnjevi, udaraljke

Dodatni glazbenici
- Matija Bizjan — zborski vokali (na pjesmi 1)
- Darko Vidić — zborski vokali (na pjesmi 1)
- Matjaž Prah — zborski vokali (na pjesmi 1)
- Vokalisti Salone — dodatni vokali (na pjesmi 3)
- Zoran Karlić — sopile (na pjesmi 8)
- Žare Pak — dodatne klavijature
- Peter Penko — dodatni gudači

Ostalo osoblje
- Benjamin Schäfer — snimanje, miksanje
- Žare Pak — snimanje
- Ralf "Rossi" Rossberg — inženjer zvuka (bubnjeva)
- Vincent Sorg — mastering
- Michael Krzizek — mastering
- Seth Siro Anton — naslovnica
- Hichami Haddaji — ilustracije